# Giles Blunt
Giles Blunt (* 1952 in Windsor, Ontario) ist ein kanadischer Thrillerautor. 

## Biografie
Giles Blunts Eltern wanderten nach dem Zweiten Weltkrieg aus Warwickshire in England nach Kanada aus. Die Familie lebte zunächst im Südwesten Ontarios, in der Kleinstadt Amherstburg und zog, als er zehn Jahre alt war, nach North Bay. Die im Nordosten Ontarios gelegene Stadt am Lake Nipissing dient als Vorlage für den Ort Algonquin Bay, dem Schauplatz von Blunts Kriminalromanen um seinen Protagonisten Detective John Cardinal. 
Nach der Highschool studierte er englische Literatur an der Universität von Toronto in Mississauga (Abschluss 1975). Er veröffentlichte Gedichte, schrieb einen unveröffentlichbaren avantgardistischen Roman. 1980 zog er nach New York, wo er 22 Jahre lang lebte. Er wohnt heute in Toronto.

## Rezeption
Blunt arbeitete an Drehbüchern für die Fernsehserien Night Heat und Street Legal mit, er schrieb den Pilotfilm The Smiling Mortician für die Serie Diamonds und, mit Robert Nathan, eine Folge von Law & Order. Sein erster Roman, Cold Eye, wurde unter dem Titel Les couleurs du diable von Alain Jessua verfilmt. Die französisch-italienischen Produktion, der zehnte Spielfilm des Regisseurs, hatte  1997 Premiere. Der kanadische Sender CTV adaptierte die John-Cardinal-Reihe für das Fernsehen und strahlte 2017 eine erste sechsteilige Staffel aus, die auf dem Roman Forty Words for Sorrow beruht.

## Auszeichnungen
- 2000: Silver Dagger der britischen Crime Writers’ Association für Forty Words for Sorrow (dt. Gefrorene Seelen)
- 2004: Arthur Ellis Award – Kategorie Bester Roman der Crime Writers of Canada für The Delicate Storm (dt. Blutiges Eis)
- 2013: Arthur Ellis Award – Kategorie Bester Roman der Crime Writers of Canada für Until the Night

## Werke
Einzelwerke
- Cold Eye. Arbor House, New York 1989, ISBN 1-557-10047-0. 
  - Vor-Sicht. roman. Droemer Knaur Verlag, München 1990. ISBN 3-426-01838-1.
- No Such Creature. A novel. Henry Holt Books, New York 2009, ISBN 978-0-8050-8062-9. 
  - Unschuldslämmer. Knaur, München 2009, ISBN 978-3-426-50562-5.
- Breaking Lorca. Random House, Toronto 2009, ISBN 978-0-307-35701-4.

John-Cardinal-Reihe
- Forty Words for Sorrow. Putnam, New York 2001, ISBN 0-399-14752-7. 
  - Gefrorene Seelen. Droemer Knaur, München 2004. ISBN 3-426-62791-4.
  - Neuauflage: Kanadischer Winter. Kampa, Zürich 2023, ISBN 978-3-311-12069-8.
- The Delicate Storm. Seal Books, Toronto 2002, ISBN 0-7704-2939-4. 
  - Blutiges Eis. Droemer Knaur, München 2005. ISBN 3-426-19662-X.
  - Neuauflage: Kanadische Wälder. Kampa, Zürich 2024, ISBN 978-3-311-12075-9.
- Black Fly Season. Putnam, New York 2005, ISBN 0-399-15255-5. 
  - Kalter Mond. Droemer Knaur, München 2006. ISBN 3-426-19663-8.
  - Neuauflage: Kanadische Jagd. Kampa, Zürich 2024, ISBN 978-3-311-12084-1.
- By The Time You Read This. Henry Holt Books, New York 2006, ISBN 0-8050-8061-9.
  - Eisiges Herz. Droemer Knaur, München 2007. ISBN 3-426-19757-X.
  - Neuauflage: Kanadische Nächte. Kampa, Zürich 2025, ISBN 978-3-311-12102-2.
- Crime Machine. Random House, Toronto 2010, ISBN 978-0-6793-1433-2. 
  - Eismord. Droemer Knaur, München 2011. ISBN 978-3-426-19914-5.
- Until the Night. Random House, Toronto 2013. ISBN 978-067-931436-3.
  - Ewiges Eis. Knaur München 2016, ISBN  978-3426514030.

Hörbücher
- Kalter Mond. Lagato Verlag e.K., Leipzig 2006, ISBN 978-3-938956-04-5 (8 CDs, 625 Min., gelesen von Olaf Pessler).
- Eisiges Herz. Lagato Verlag e.K., Leipzig 2007, ISBN 978-3-938956-31-1 (6 CDs 443 Min., gelesen von Olaf Pessler).
- Gefrorene Seelen. AME Hören, Berg 2007, ISBN 978-3-938046-73-9 (6 CDs, 442 Min., gelesen von Olaf Pessler).
- Blutiges Eis. AME Hören, Berg 2009, ISBN 978-3-938046-87-6 (6CDs, 481 Min., gelesen von Olaf Pessler).
- Eismord. Lübbe Audio, Köln 2011, ISBN 978-3-785745-81-6 (6CDs, 429 Min., gelesen von Olaf Pessler).